# 美國十字戲
美國十字戲（Trouble），為1965年開始於美國銷售的十字戲類遊戲，與芬蘭十字戲有關，也和德國十字戲有關。玩家擲骰子決定其前進方式，第一個將四個棋子繞棋盤走一圈的玩家勝利。
美國十字戲最早是由Kohner Brothers開發，一開始由Irwin Toy Ltd公司製造，後來由Milton Bradley公司（現在已併入孩之寶公司）製造。